# 欧洲E373公路
欧洲E373公路是欧洲高速公路系统中的一条B类公路。公路全长约606公里，大部分路段均位于乌克兰境内。其西端终点为波兰卢布林，东端终点为乌克兰基辅。

## 路线
- 波蘭
  - 卢布林
- 乌克兰
  - 科韦利
  - 基辅